# Molokanes

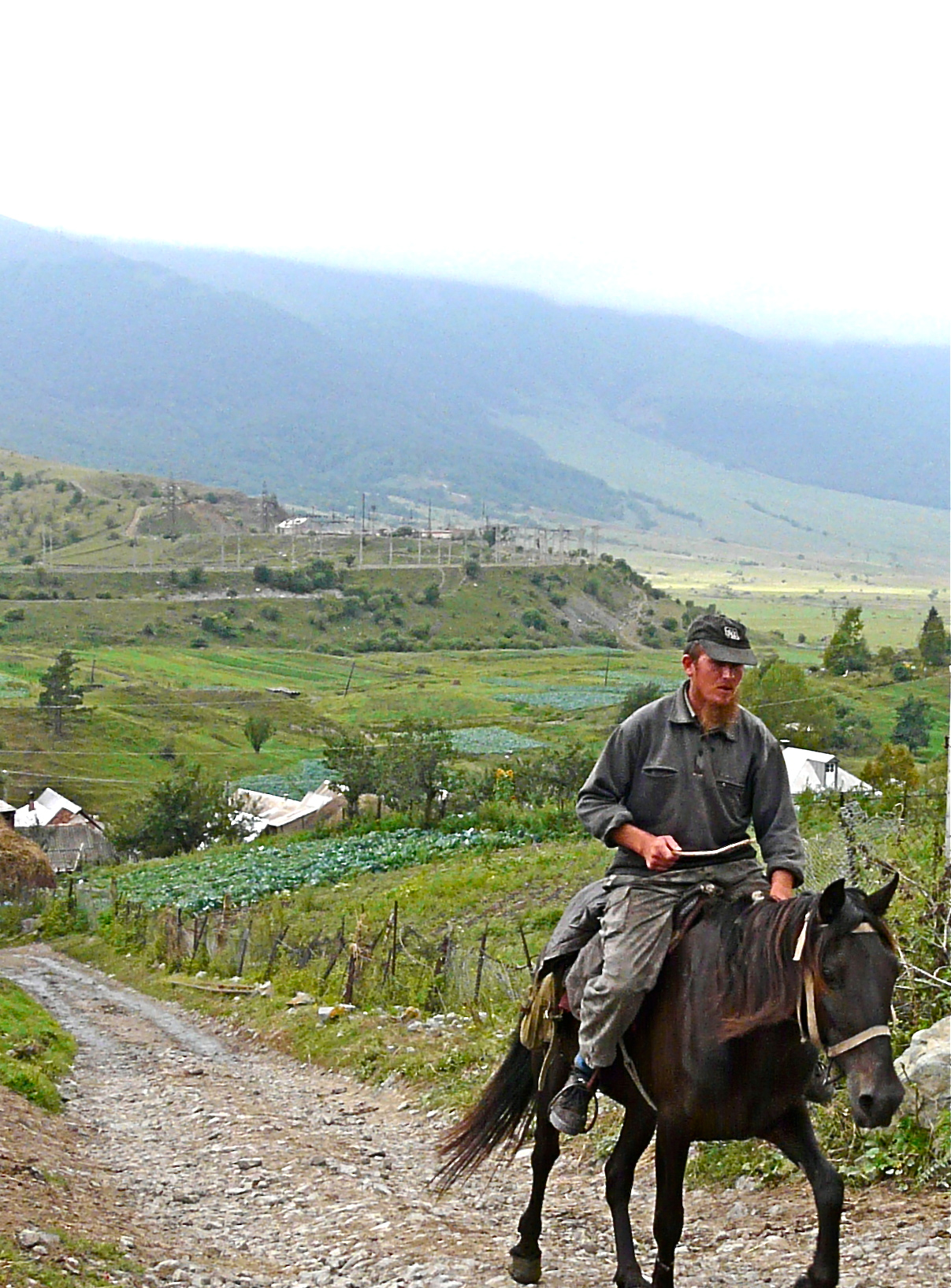
Molokan cerca de la localidad de Filetovo

Los molokanes (molocanos, en ruso: молокане, para “bebedores de leche”) es el nombre que se da a los miembros de varias sectas espirituales cristianas (en ruso: духовное христианство) en el ámbito de la nación rusa. Molokan es un exónimo para estas comunidades. Sus tradiciones no están conformes con la Iglesia ortodoxa rusa. 
Los molokanes, que se hacen llamar cristianos espirituales, asocian la Biblia con la leche espiritual de la que se nutre el alma humana, de ahí que se les llame bebedores de leche u hombres de leche. Molokó significa leche en ruso. No reconocen santos ni iconos, no tienen clero ni sacramentos y tienen su propia interpretación de Cristo y la Trinidad.

## Historia
Los molokanes son un grupo étnico que se separa de la Iglesia rusa a finales del siglo XVIII y son considerados herejes y cercanos al protestantismo por la Iglesia oficial. Tiene prácticas similares a las de los cuáqueros y los menonitas, como el pacifismo, la organización comunitaria y las reuniones espirituales.
En Rusia, fueron menospreciados en el siglo XVII por su pacifismo, que les llevó a negarse al servicio militar obligatorio. El término molokan (leche) aparece por primera vez en la década de 1670 en referencia al pueblo que bebe leche en los doscientos días de ayuno estipulados por la Iglesia ortodoxa.
A finales del siglo XIX había en el Cáucaso más de medio millón, especialmente en la región de Kars, al sur del Cáucaso Menor, en la frontera con la actual Armenia, pues los molokanes piensan que la segunda llegada de Cristo tendrá lugar en el monte Ararat, muy cercano. Sin embargo, esta región pasó a formar parte de Turquía en la época de Alejandro II. La inseguridad hizo que unos dos mil molokanes se marcharan e instalaran en California, en Estados Unidos, cerca de Los Ángeles, donde se les ofrecieron tierras y han creado una próspera comunidad. Conocidos en California por las siglas UMCA, su comunidad es famosa por la elaboración de vinos de fama mundial. En EE. UU. hay unos 25 000 molokanes en California, Arizona, Oregón, Washington, Montana y Wyoming, y más de un millar en Alaska y Canadá. A partir de 1905 se instalaron en Baja California, México, en el Valle de Guadalupe, donde crearon una importante colonia agrícola rusa. En 1909 también establecieron una colonia agrícola en San Antonio de las Minas, a aproximadamente 15 kilómetros del Valle de Guadalupe Muchos se quedaron en Turquía, y en 1962 el gobierno ruso les ofreció volver a Rusia. Unos tres mil siguieron ese camino, y otros fueron a Estados Unidos. Hay molokanes en Armenia, Azerbaiyán y Georgia.